# 方孝岳
方孝岳（1897年—1973年），原名时乔，又名乘，男，原籍安徽桐城，生于安徽安庆，中国古典文学、古代汉语研究家。

## 家族
祖父方宗誠。父亲方守敦。第一任妻子马君宛，岳父马其昶。儿子舒芜。